# Rey&Kjavik
Rey&Kjavik, Pseudonym von Alexander Schomann, ist ein deutscher DJ und Musikproduzent der elektronischen Tanzmusik. Seine Musik bewegt sich im Bereich der House Music (Organic House, Tech House und Deep House). Der aus Frankfurt am Main stammende Produzent veröffentlicht unter anderem bei den Labels Compost Records (München), Katermukke (Berlin), Mobilee (Berlin) und seinem eigenen Label RKJVK (Offenbach).
Sein Debütalbum Rkadash erschien 2017. Weitreichende Bekanntheit erlangte er durch Auftritte in Techno-Clubs wie Watergate, Ritter Butzke, Wilde Renate und Harry Klein. Vor einem internationalen Publikum spielte er beispielsweise 2015 beim Burning-Man-Festival in Nevada. Es folgten 2018 Auftritte auf der Fusion, dem Helene Beach Festival oder Sonne Mond und Sterne Festival.

## Diskografie (Auswahl)
Alben
- 2023: Rue 23 (RKJVK)
- 2021: Chapter Of An Unbroken Narrow (RKJVK)
- 2018: Mountiri (RKJVK)
- 2017: Rkadash (RKJVK)

EPs & Remixes
- Everything (RKJVK)
- Memory Lane (Live At Robert Johnson)
- Waiting For Nely  (RKJVK)
- Forever Circles (Live At Robert Johnson)
- Yepa (Scorpios Music)
- 2023: Beleza (RKJVK)
- 2023: Yaalin Nahra (RKJVK)

- 2023: Charu Esha (RKJVK)
- 2023: Parabari  (RKJVK)
- 2023: Flying (Studio Ewig)
- 2022: Grounded (Rey&Kjavik)
- 2022: Toluu (RKJVK)
- 2022: Ayu III (RKJVK)
- 2022: Dales (Rey&Kjavik)
- 2021: Paraga (Scorpios Music)
- 2021: Riverside Remix (Studio Ewig)
- 2021: Earth Remix (Studio Ewig)
- 2021: Lost Memories (RKJVK)
- 2020: Buddha Bar by Rey&Kjavik
- 2020: Dan Noc (RKJVK)
- 2020: Tasi Lua (RKJVK)
- 2020: DJ T. – Remish Remix (Get Physical)
- 2020: Spaces in Between Remix (Mobilee)
- 2019: Tohon Ajala (RKJVK)
- 2019: Time (Mobilee)
- 2019: Mountiri II Remix (RKJVK)
- 2019: Anela (Mobilee)
- 2019: Koma Kobache Remix (Get Physical)
- 2018: Zousta (RKJVK)
- 2018: Ayu (RKJVK)
- 2018: Quatro Vientos Remix (RKJVK)
- 2017: Smek Remix (RKJVK)
- 2016: Baba City (Katermukke)
- 2015: Muskel Kater (Katermukke)
- 2014: Follow Black Cat (mit Dirty Doering; Katermukke)
- 2012: Wooden Chapter (Kindisch / Get Physical)
- 2012: All Alone (Compost Records)